# Proculus jicaquei
Proculus jicaquei is een keversoort uit de familie Passalidae. De wetenschappelijke naam van de soort is voor het eerst geldig gepubliceerd in 2003 door Schuster, Cano & Reyes-Castillo.